# Alcínoo
Alcínoo (em grego clássico: Άλκίνοος; romaniz.: Alkínoos), na mitologia grega, era o rei dos feácios que acolheu Ulisses quando sua nau afundou perto de Esquéria (talvez a atual Corfu). Tinha cinco filhos e uma filha, chamada Nausícaa, que achou Ulisses na praia. Alcínoo e sua esposa Aretê eram respeitados e amados pelos súditos, recebendo hospitaleiramente os estrangeiros e suavizando o sofrimento dos náufragos. Ao ouvir a história de Ulisses, lhe entregou presentes e uma nau para que voltasse a Ítaca.
Os Argonautas e Medeia, em seu regresso da Cólquida, passaram pela corte de Alcínoo, onde encontraram os emissários de Aietes procurando Medeia para devolvê-la a seu pai. Medeia e os emissários decidiram que Alcínoo seria árbitro e o rei decidiu que deveria ser devolvida se ainda fosse virgem, do contrário, deveria ficar com Jasão. Visando salvá-la do castigo que a aguardava na Cólquida, apressadamente casou-a com Jasão. Os colcos, temerosos de voltar, ficaram em Esquéria, enquanto os Argonautas prosseguiram viagem.